# L'isola che non c'è (Cristiano Malgioglio)
L'isola che non c'è è una raccolta di Cristiano Malgioglio uscita nel 2007 solo in formato digitale per l'etichetta Nar International.
La raccolta, dal titolo simbolico L'isola che non c'è, è uscita a ridosso della partecipazione di Cristiano Malgioglio alla quinta edizione del reality L'isola dei famosi, condotto da Simona Ventura. Contiene diciassette brani tutti già editi e tratti dai due album Le donne non capiscono gli uomini (2005) e Quando tu non mi vedi (2007) (entrambi pubblicati dalla Nar International) e contiene inoltre nove suonerie per il cellulare.

## Tracce
1. Ringtones Platinette en flor (suoneria per cellulare)
2. Ringtones Caro Berlusconi (suoneria per cellulare)
3. Ringtones Caro Sbucciami (suoneria per cellulare)
4. Ringtones Pelame (suoneria per cellulare)
5. Sveglia Platinette en flor (suoneria per cellulare)
6. Sveglia Caro Berlusconi (suoneria per cellulare)
7. Sveglia Pelame (suoneria per cellulare)
8. Sveglia Sbucciami (suoneria per cellulare)
9. Vox Sms (suoneria per cellulare)
10. Platinette en flor
11. Aisha
12. Cuba cubana
13. Curame
14. Pelame (Sbucciami) (Remix Spanish Version)
15. Appassionato
16. Quando arrivi assente da me
17. Adesso mi chiedo
18. È la mia vita
19. Quanto mi costa
20. Canzoni prestate
21. Non ci sei
22. Così è la vita
23. All'alba dei miei anni
24. Quando acaba el plaser
25. Dove va il cuore senza te
26. Sbucciami (Remix Italian Version)